# Ove Christensen (Komponist)

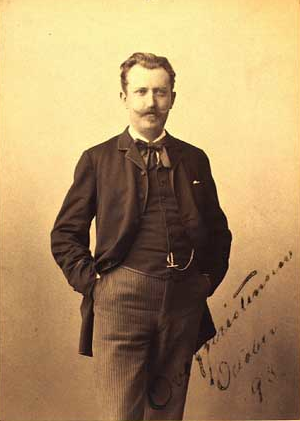
Ove Christensen

Ove Christian Christensen (* 18. August 1856 in Kopenhagen; † 5. November 1909 ebenda) war ein dänischer Geiger, Pianist und Komponist.
Christensen hatte als Kind Unterricht bei Emilio Wilhelm Ramsøe und wurde dreizehnjährig Klavierschüler von Edmund Neupert. 1876–1877 war er am Königlichen Konservatorium Schüler von Johann Peter Emilius Hartmann und Niels Wilhelm Gade. Nach weiteren Klavierstudien bei Neupert und einer Violinausbildung bei Valdemar Tofte war er zehn Jahre lang Königlicher Hofmusiker in Sankt Petersburg, zunächst als Geiger, später als Pianist.
Wegen seiner schwachen Gesundheit musste er die Stelle aufgeben und kehrt als Musiklehrer nach Kopenhagen zurück. Er trat hier auch als Solo- und Kammermusiker auf und gründete den Musikverein For Vorening. 1900 wurde ihm der Ehrentitel eines Professors verliehen. Nach seinem Tod gründeten seine Kinder eine Stiftung
zur Förderung begabter dänischer Musiker. Deren bekanntester Stipendiat war der Pianist Herman D. Koppel, ein Schüler Carl Nielsens und bedeutender Interpret seiner Klavierwerke.